# Congestieheffing van New York

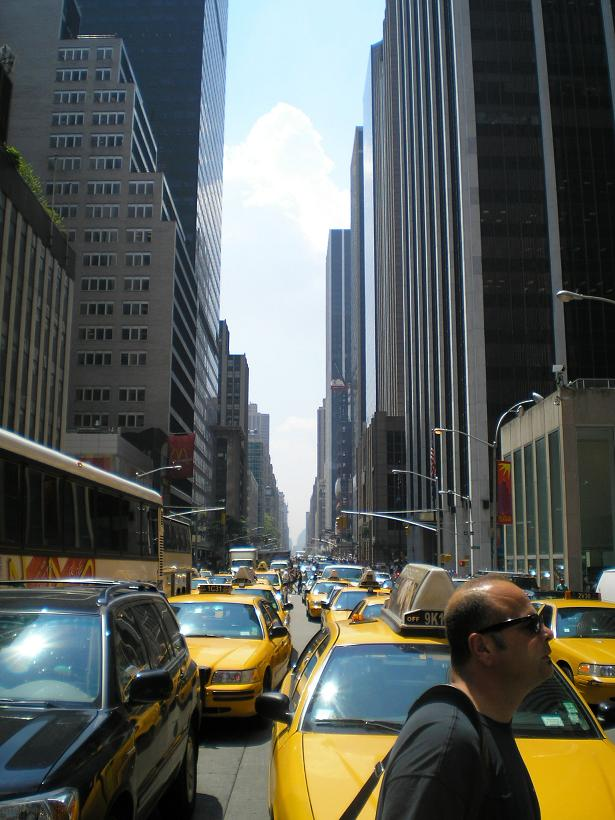
Overvolle Avenue of the Americas in Manhattan

De congestieheffing van de stad New York of stadstol van New York (in het Engels congestion pricing of het Central Business District Tolling Program) ging van start op 5 januari 2025. Ze is van toepassing op het meeste gemotoriseerde verkeer in de Congestion Relief Zone, het centrale zakendistrict van Manhattan ten zuiden van 61st Street, om forenzen aan te moedigen alternatieven zoals de metro te gebruiken. Deze ontmoedigende heffing, bedoeld om verkeersopstoppingen en vervuiling terug te dringen, werd voor het eerst voorgesteld in 2007 en werd door het parlement van de staat staat New York opgenomen in de begroting van 2019.
Het tolgeld wordt elektronisch geïnd en varieert afhankelijk van het tijdstip van de dag, het type voertuig en het eventueel gebruik van een E-ZPass-toltransponder. De Metropolitan Transportation Authority (MTA) schat dat de tolheffing 15 miljard dollar zal opbrengen, bestemd voor het herstellen en verbeteren van het metro-, bus- en voorstadspoorwegnet. Eén week na de invoering werd bekendgemaakt dat het effect al merkbaar was: er waren 7,5 % minder auto's in dit deel van New York geteld ten opzichte van dezelfde periode een jaar eerder, en de reistijden op de drukste routes waren tot 40 % korter geworden.

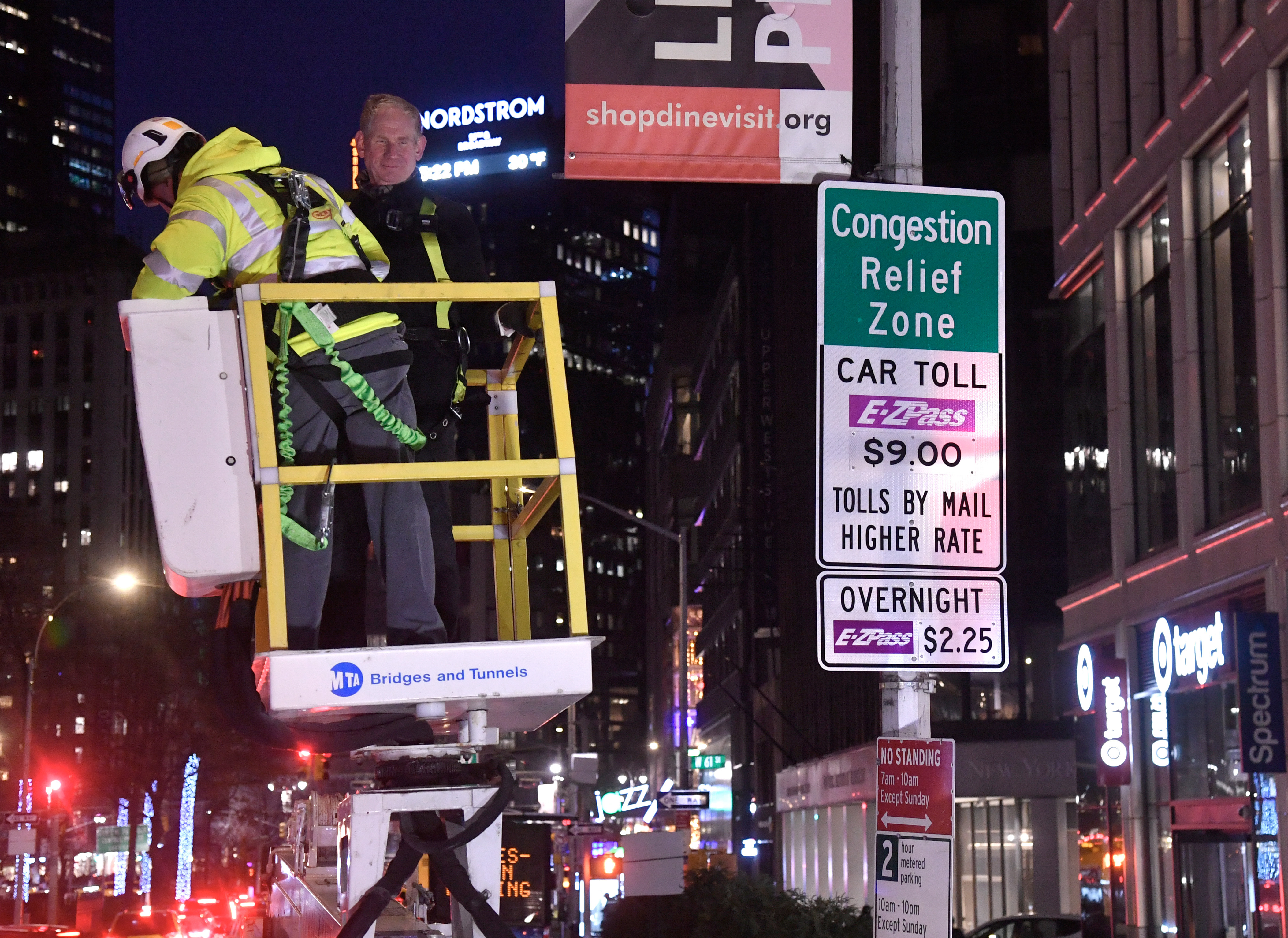
Onthulling van het laatste verkeersbord van de Congestion Relief Zone

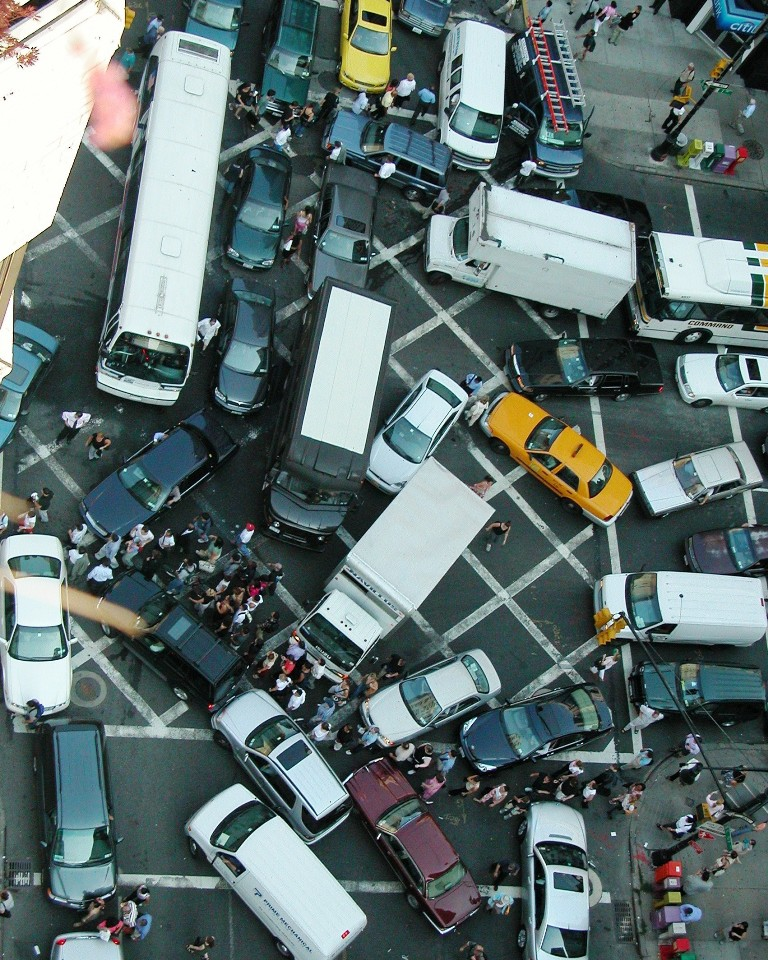
Een kruispunt in Manhattan waar voertuigen elkaar blokkeren